# Nycteola latifasciella
Nycteola latifasciella är en fjärilsart som beskrevs av Walker 1866. Nycteola latifasciella ingår i släktet Nycteola och familjen trågspinnare. Inga underarter finns listade i Catalogue of Life.